# Tomar (São João Batista) e Santa Maria dos Olivais
Tomar (São João Batista) e Santa Maria dos Olivais (oficialmente: União das Freguesias de Tomar (São João Batista) e Santa Maria dos Olivais), comummente designada apenas União das Freguesias de Tomar, é uma freguesia portuguesa do município de Tomar, com 30,38 km² de área e 16 932 habitantes (censo de 2021). A sua densidade populacional é 557,3 hab./km².

## História
Foi criada aquando da reorganização administrativa de 2012/2013,  resultando da agregação das antigas freguesias de São João Batista e Santa Maria dos Olivais.

## Demografia
A população registada nos censos foi:
| Distribuição da População por Grupos Etários | Distribuição da População por Grupos Etários | Distribuição da População por Grupos Etários | Distribuição da População por Grupos Etários | Distribuição da População por Grupos Etários | Distribuição da População por Grupos Etários |
| -------------------------------------------- | -------------------------------------------- | -------------------------------------------- | -------------------------------------------- | -------------------------------------------- | -------------------------------------------- |
| Antes da agregação                           |                                              |                                              |                                              |                                              |                                              |
| Ano                                          | 0-14 anos                                    | 15-24 anos                                   | 25-64 anos                                   | >= 65 anos                                   | Total                                        |
| 2001                                         | 2883                                         | 2540                                         | 10012                                        | 3469                                         | 18904                                        |
| 2011                                         | 2461                                         | 2028                                         | 9535                                         | 4185                                         | 18209                                        |
| Após a agregação                             |                                              |                                              |                                              |                                              |                                              |
| Ano                                          | 0-14 anos                                    | 15-24 anos                                   | 25-64 anos                                   | >= 65 anos                                   | Total                                        |
| 2021                                         | 1938                                         | 1757                                         | 8490                                         | 4747                                         | 16932                                        |